# Howie Casey
Howie Casey (* 12. Juli 1937) ist ein britischer Saxophonist.
Von 1955 bis 1958 diente er beim Militär. 1959 begann er mit Derry Wilkie in der Gruppe Derry & the Seniors, ab 1961 Howie Casey & the Seniors. Im Februar 1962 erschien das Album Twist At the Top. Als Studio- und Livemusiker wirkte Casey unter anderem bei Produktionen und auf Tourneen von Paul McCartneys Band Wings und bei ABC mit.

## Diskographie

### Alben
- 1962: Howie Casey & the Seniors – Twist At The Top (Fontana TFL 5180)
- 1965: Howie Casey & the Seniors – Let's Twist (Re-Release von Twist At The Top, Wing WL 1022)
- 2002: Howie Casey & the Seniors – Twist At The Top (Re-Release, Bear Family Records BCD 16603 AH)

### Singles
- 1962: Howie Casey & the Seniors – Double Twist/True Fine Mama (Fontana H 364)
- 1962: Howie Casey & the Seniors – I Ain't Mad At You/Twist At The Top (Fontana H 381)
- 1963: Howie Casey & the Seniors – The Boll Weevil Song/Bony Maronie (Fontana TR 403)

### Gastmusiker
- 1973: Wings – Band on the Run
- 1976: Wings – Wings Over America (Live-Album)
- 1979: Wings – Back to the Egg
- 1983: ABC – Beauty Stab
- 1987: ABC – Alphabet City